# Rubus posnaniensis
Rubus posnaniensis — вид квіткових рослин з родини трояндових (Rosaceae). Ареал: пн.-сх. Чехія, пд. Польща.
Вид, описаний з Польщі і найбільш поширений там. Його виявили в Чехії, куди він, ймовірно, прибув із Польщі.